# Agelanthus igneus
Agelanthus igneus är en tvåhjärtbladig växtart som först beskrevs av Danser, och fick sitt nu gällande namn av R.M. Polhill & D. Wiens. Agelanthus igneus ingår i släktet Agelanthus och familjen Loranthaceae. Inga underarter finns listade i Catalogue of Life.